# Mirko von Montenegro

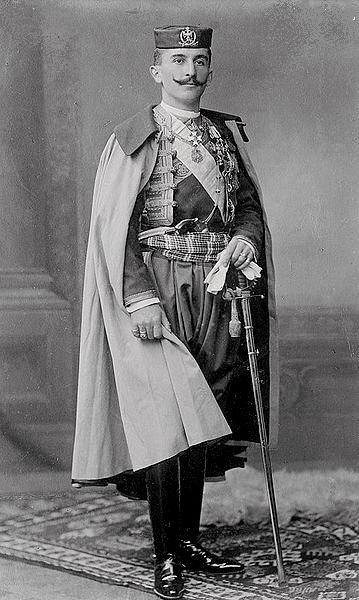
Prinz Mirko

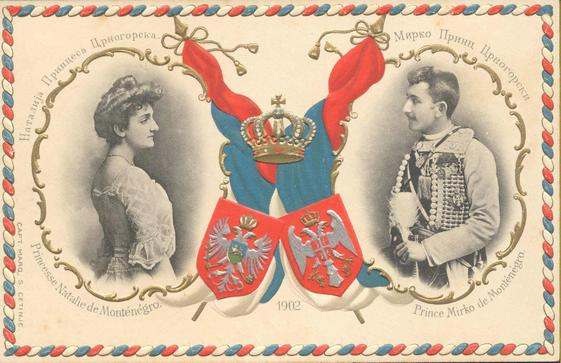
Prinz Mirko und seine Ehefrau Natalija

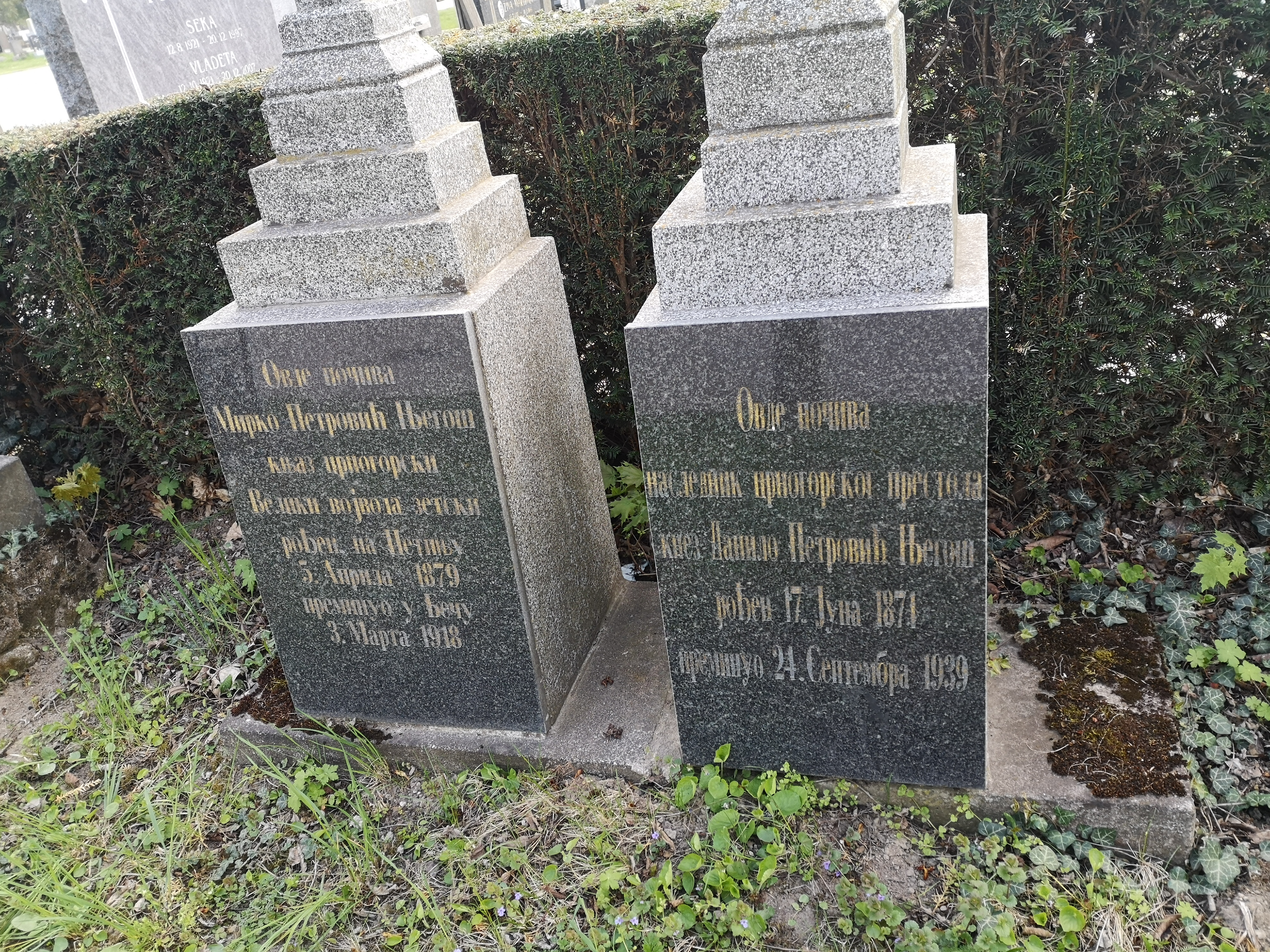
Grab von Mirko von Montenegro am Wiener Zentralfriedhof

Prinz Mirko Dimitri von Montenegro (* 17. April 1879 in Cetinje, Montenegro; † 2. März 1918 in Wien, Österreich) war ein Mitglied aus dem Haus Petrović-Njegoš.

## Leben
Mirko war der zweite und mittlere Sohn von König Nikola I. von Montenegro (1841–1921) und seiner Gattin Milena Vukotić (1847–1923). Er wuchs mit seinen Geschwistern in Cetinje auf.
Am 25. Juli 1902 heiratete Prinz Mirko Dimitri von Montenegro in Cetinje Prinzessin Natalija Konstantinovic (1882–1950), Enkelin von Anna Obrenović (1821–1868), Tochter des serbischen König Miloš Obrenović (1783–1860). Die Ehe wurde 1917 geschieden. Aus der Ehe gingen fünf Söhne hervor: Stephan (1903–1908), Stanislaw (1905–1907), Michael (1908–1986), Pavle (1910–1933) und Emmanuel (1912–1928).
Nach dem gewaltsamen Tod († 1903) von König Aleksandar von Serbien und seiner Gattin Draga wurde Prinz Mirko von Montenegro von der serbischen Regierung öffentlich zum Kronprinzen ausgerufen. Er blieb 1916 als einziger Angehöriger der Dynastie in Montenegro, was ihm von manchen als Versuch einer Separatfriedenslösung mit Österreich-Ungarn (mit oder ohne Wissen seines Vaters) ausgelegt wurde.